# Лотси, Пауль
Паулюс Ян «Пауль» Лотси (нидерл. Paulus Jan «Paul» Lotsij; 4 февраля 1880, Дордрехт, Южная Голландия — 19 сентября 1910, Амстердам) — нидерландский гребец, серебряный призёр летних Олимпийских игр 1900.
Лотси на Играх состоял в команде четвёрок (вместе со своим братом Герхардом), которая сначала выиграла полуфинал, а потом заняла второе место в одном из финалов.